# Hilary Duff (album)
Hilary Duff är ett musikalbum med Hilary Duff från 2004. Det är Duffs tredje studioalbum.

## Låtlista
1. Fly (Kara DioGuardi och John Shanks) - 3:43
2. Do You Want Me? (Matthew Gerrard och DioGuardi) - 3:30
3. Weird (Charlie Midnight, Marc Swersky och R. Entwistle) - 2:55
4. Hide Away (S. Shankel, C. Midnight, T. Harmon och T. Hayes Bieck) - 3:47
5. Mr. James Dean (Hilary Duff, Haylie Duff och K. De Clue) - 3:28
6. Underneath This Smile (K. DioGuardi och J. Shanks) - 3:38
7. Dangerous To Know (C. Midnight, W. Page och J. Marr) - 3:33
8. Who's That Girl? (C. Midnight, Andreas Carlsson och Desmond Child) - 3:26
9. Shine (K. DioGuardi och G. Chambers) - 3:29
10. I Am (Diane Warren) - 3:43
11. The Getaway (J. Bunetta och J. Michael) - 3:37
12. Cry (C. Midnight, M. Swersky och C. Pettus) - 4:02
13. Haters (Hilary Duff, Haylie Duff, C. Midnight och M. Swersky) - 2:58
14. Rock This World (C. Midnight, D. Weston, Jr. T. Stevens och Hilary Duff) - 3:42
15. Someone's Watching Over Me (K. DioGuardi och J. Shanks) - 4:11
16. Jericho (C. Midnight och Chico Bennett) - 3:52
17. The Last Song (Haylie Duff och K. De Clue) - 1:25

## Singlar
- Fly
- Weird
- Someone's Watching Over Me